# 海恩斯鎮區 (明尼蘇達州貝爾特拉米縣)
海恩斯鎮區（英語：Hines Township）是位於美國明尼蘇達州貝爾特拉米縣的一個行政鎮區。

## 地方資料
海恩斯鎮區的面積為91.10平方千米，當中陸地面積為79.00平方千米，而水域面積為12.10平方千米。根據2020年美國人口普查的數據，當地共有人口612人，而人口密度為每平方千米6.72人。